# Pancuroniu
Pancuroniu (uneori pancuronium) face parte din grupa curarizantelor antidepolarizante, fiind din punct de vedere chimic un aminosteroid bicuaternar. La administrare nu produce decât o slabă contracție a mușchilor spre deosebire de suxametoniu.

## Farmacologie

### Farmacodinamie
Are acțiune depolarizantă cu latență mai scurtă și o durată mult mai mare la administrarea intravenoasă.Acțiunea sa este antagonizată de către neostigmină. Nu are efectele adverse ale tubocurarinei, nu eliberează histamină, scade presiunea intraoculară, are un efect slab asupra miocardului.

### Metabolizare
Metabolizarea constă într-o reacție de dezacetilare cu formare metabolitului 3-OH pancuronium, dar și a derivaților 17-OH pancuronium și 3, 17-dihidroxi pancuronium. Acești metaboliți nu contribuie la efectul farmacologic al pancuroniului.eliminarea are loc exclusiv pe cale renală, circa 40-70% din doza inițială identificându-se nemetabolizată în urină.5-15% este eliminat prin bilă. Un procent de 5 % este eliminat sun forma metaboliților 17-OH și 3,17-di-OH pancuronium, 20 % sub forma metabolitului 3-OH pancuronium. Arhivat în 27 septembrie 2007, la Wayback Machine.

## Utilizare și contraindicații
Pancuronium este utilizat în anestezia generală, în operațiile de cezariană, la bolnavii cu anumite boli :insuficineță hepatică, hipotensivi. Nu se administrează la bolnavii hipertensivi, în miastenia gravis, obezitate. Antidotul este neostigmina combinată cu atropina.